# شیکاریپور
شیکاریپور (به انگلیسی: Shikaripur) یک منطقهٔ مسکونی در هند است که در بخش شیموگا واقع شده‌است. شیکاریپور ۱۸٫۷۶ کیلومتر مربع مساحت و ۳۱٬۵۰۸ نفر جمعیت دارد و ۶۰۳ متر بالاتر از سطح دریا واقع شده‌است.